# Matthesia
Matthesia — примітивний рід кажанів. Маттезія представлена двома видами, відомими з середньої лютеції Гайзельтала, Німеччина. Це може бути молодшим синонімом Palaeochiropteryx.